# 권력의 법칙 48가지
《권력의 법칙 48가지》 (1998)은 미국 작가 로버트 그린의 논픽션이다. 이 책은 뉴욕 타임즈의 베스트셀러로 미국에서 120만 부 이상 팔렸다. 감옥수감자들과 유명인사들에게 인기가 있다.

## 배경
그린은 처음에 《권력의 법칙 48가지》에 담긴 일부 아이디어를 할리우드에서 작가로 일하면서 구상했으며, 오늘날의 권력 엘리트가 역사 속 권력자들과 유사한 특성을 공유한다는 결론에 이르렀다. 1995년, 그린은 예술 및 미디어 학교인 파브리카에서 작가로 일하면서 요스트 엘퍼스라는 북 패키저를 만났다. 그린은 엘퍼스에게 권력에 관한 책을 제안했고, 6개월 후 엘퍼스는 그린에게 기획안을 작성해 달라고 요청했다.
그린은 자신의 직업에 매우 불만족스러웠지만, 편안한 상태였고 제대로 된 책 제안서를 작성하는 것이 자신의 상황에서는 너무 위험하다고 생각했다. 그러나 당시 그린은 가장 좋아하는 율리우스 카이사르 전기를 다시 읽고 있었고, 카이사르가 루비콘강을 건너 폼페이우스와 싸우기로 결정함으로써 카이사르의 내전을 일으킨 결정에서 영감을 받았다. 그린은 후에 《권력의 법칙 48가지》이 될 기획안을 작성했다. 그는 이를 자신의 인생의 전환점으로 기록했다.

## 같이 보기
- 권력
- 힘 (국제 관계)